# Rivière Véco
Rivière Véco är ett vattendrag i Kanada.   Det ligger i provinsen Québec, i den östra delen av landet, 1 400 km öster om huvudstaden Ottawa.
Trakten runt Rivière Véco består huvudsakligen av våtmarker.